# 세르게이 스테파신

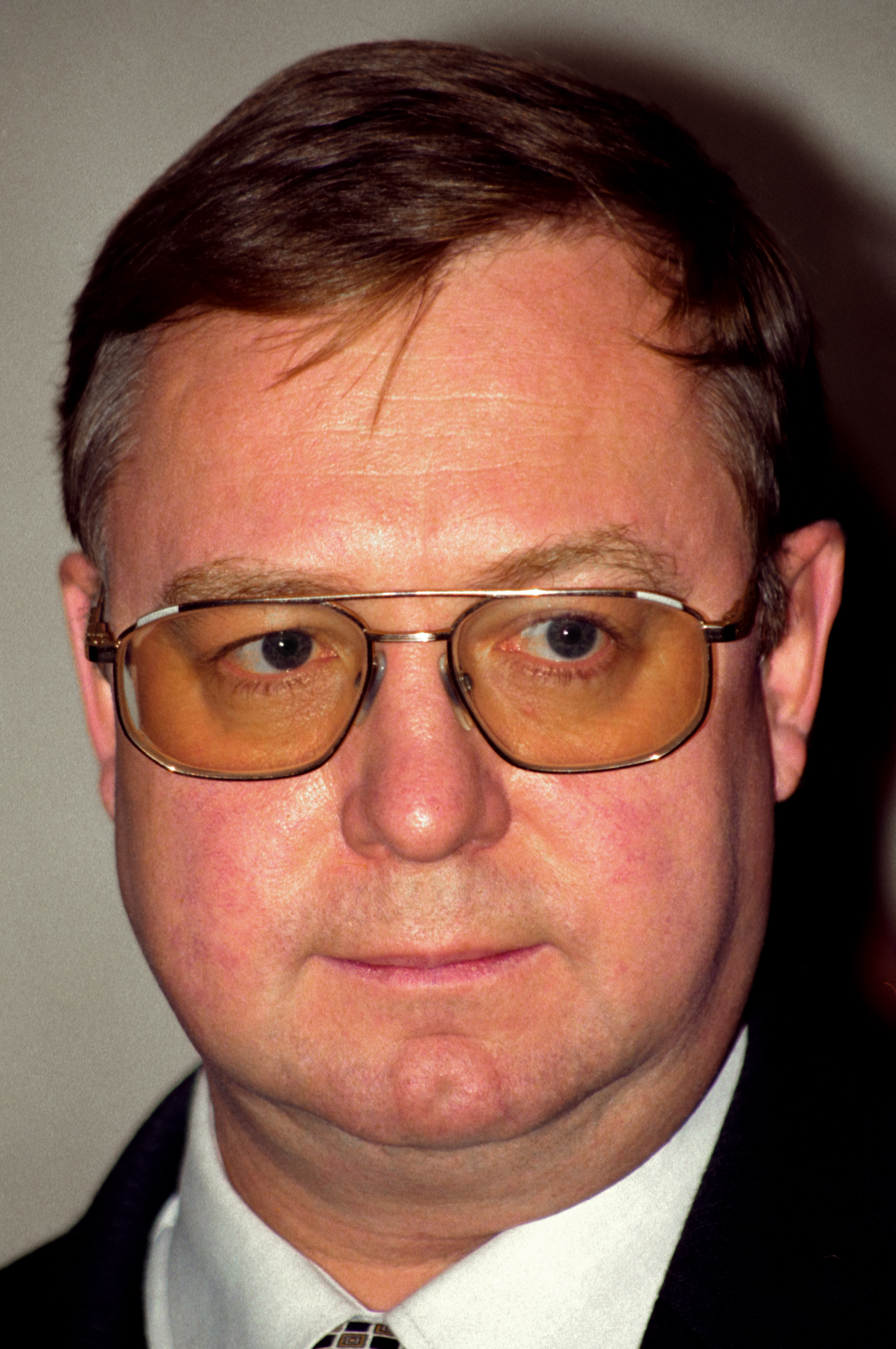
세르게이 스테파신

세르게이 바디모비치 스테파신(러시아어: Серге́й Вади́мович Степа́шин, 1952년 3월 2일 ~) 은 러시아 연방의 정치인이다. 보리스 옐친 러시아 연방 대통령 정권에서 러시아 연방방첩원 원장/연방보안원 원장, 러시아 연방 법무부 장관, 러시아 연방 내정부 장관, 러시아 연방 정부의장을 지냈으며, 2000년부터 2013년까지 러시아 연방 회계감사원 원장으로 일하고 있다가 타티아나 골리코바에게 러시아 연방 회계감사원 원장직을 넘겨주고 러시아 연방 회계감사원 원장직의 자리에서 물러났다.